# Gran Premio motociclistico d'Australia 1996
Il Gran Premio motociclistico d'Australia 1996 fu la quindicesima e ultima gara del motomondiale 1996. Si svolse il 20 ottobre sull'Eastern Creek Raceway e vide la vittoria di Loris Capirossi su Yamaha nella classe 500, di Max Biaggi nella classe 250 e di Garry McCoy nella classe 125.

## Classe 500

### Arrivati al traguardo
| Pos. | Nº | Pilota            | Squadra                 | Motocicletta  | Giri | Tempo     | Griglia | Punti |
| ---- | -- | ----------------- | ----------------------- | ------------- | ---- | --------- | ------- | ----- |
| 1    | 65 | Loris Capirossi   | Marlboro Yamaha Rainey  | Yamaha        | 30   | 45:47.858 | 2       | 25    |
| 2    | 6  | Tadayuki Okada    | Repsol Honda            | Honda         | 30   | +10.980   | 6       | 20    |
| 3    | 24 | Carlos Checa      | Fortuna-Honda-Pons      | Honda         | 30   | +11.397   | 7       | 16    |
| 4    | 7  | Alex Barros       | Honda Pileri            | Honda         | 30   | +11.438   | 8       | 13    |
| 5    | 12 | Jean-Michel Bayle | Marlboro Yamaha Roberts | Yamaha        | 30   | +12.424   | 5       | 11    |
| 6    | 4  | Àlex Crivillé     | Repsol Honda            | Honda         | 30   | +20.394   | 1       | 10    |
| 7    | 3  | Luca Cadalora     | Kanemoto Honda          | Honda         | 30   | +22.064   | 4       | 9     |
| 8    | 1  | Mick Doohan       | Repsol Honda            | Honda         | 30   | +22.134   | 3       | 8     |
| 9    | 41 | Shin'ichi Itō     | Repsol Honda            | Honda         | 30   | +29.821   | 12      | 7     |
| 10   | 42 | Peter Goddard     | Lucky Strike Suzuki     | Suzuki        | 30   | +32.744   | 15      | 6     |
| 11   | 10 | Kenny Roberts Jr  | Marlboro Yamaha Roberts | Yamaha        | 30   | +33.519   | 9       | 5     |
| 12   | 22 | Lucio Pedercini   | Team Pedercini          | ROC Yamaha    | 29   | +1 giro   | 13      | 4     |
| 13   | 27 | Frédéric Protat   | Soverex FP Racing       | ROC Yamaha    | 29   | +1 giro   | 18      | 3     |
| 14   | 30 | Andrew Stroud     | W.C.M.                  | ROC Yamaha    | 29   | +1 giro   | 20      | 2     |
| 15   | 20 | Toshiyuki Arakaki | Team Paton              | Paton         | 29   | +1 giro   | 24      | 1     |
| 16   | 32 | Stéphane Mertens  | Harris Grand Prix       | Harris Yamaha | 29   | +1 giro   | 23      |       |

### Ritirati
| Nº | Pilota            | Squadra                 | Motocicletta  | Giri | Griglia |
| -- | ----------------- | ----------------------- | ------------- | ---- | ------- |
| 8  | Juan Borja        | Elf 500 Roc             | Elf 500       | 28   | 14      |
| 16 | Laurent Naveau    | ELC Lease Roc           | ROC Yamaha    | 27   | 22      |
| 13 | Jeremy McWilliams | Qub Team Optimum        | ROC Yamaha    | 23   | 17      |
| 9  | Norifumi Abe      | Marlboro Yamaha Roberts | Yamaha        | 19   | 10      |
| 48 | Martin Craggill   | Elf 500 Roc             | Elf 500       | 18   | 16      |
| 11 | Scott Russell     | Lucky Strike Suzuki     | Suzuki        | 17   | 11      |
| 23 | Eugene McManus    | Millar Racing           | Yamaha        | 6    | 19      |
| 96 | Paul Young        | Padgetts Racing         | Harris Yamaha | 5    | 21      |

## Classe 250

### Arrivati al traguardo
| Pos. | Nº | Pilota                   | Squadra                 | Motocicletta | Giri | Tempo     | Griglia | Punti |
| ---- | -- | ------------------------ | ----------------------- | ------------ | ---- | --------- | ------- | ----- |
| 1    | 1  | Max Biaggi               | Chesterfield Aprilia    | Aprilia      | 28   | 43:21.574 | 1       | 25    |
| 2    | 3  | Ralf Waldmann            | HB Honda Germany        | Honda        | 28   | +1.730    | 4       | 20    |
| 3    | 19 | Olivier Jacque           | Chesterfield Elf Tech 3 | Honda        | 28   | +18.762   | 2       | 16    |
| 4    | 10 | Tōru Ukawa               | Benetton Honda          | Honda        | 28   | +25.226   | 5       | 13    |
| 5    | 11 | Jürgen Fuchs             | HB Honda Germany        | Honda        | 28   | +25.725   | 3       | 11    |
| 6    | 5  | Jean-Philippe Ruggia     | Chesterfield Elf Tech 3 | Honda        | 28   | +26.034   | 7       | 10    |
| 7    | 6  | Nobuatsu Aoki            | Rheos Molenaar Racing   | Honda        | 28   | +29.606   | 6       | 9     |
| 8    | 7  | Luis d'Antín             | MX Onda-S.S.P. Comp.    | Honda        | 28   | +46.399   | 11      | 8     |
| 9    | 18 | Roberto Locatelli        | Nastro Azzurro Aprilia  | Aprilia      | 28   | +46.610   | 8       | 7     |
| 10   | 26 | Takeshi Tsujimura        | F.C.C. Technical Sports | Honda        | 28   | +59.280   | 18      | 6     |
| 11   | 12 | Jurgen van den Goorbergh | M.Q.P. Racing           | Honda        | 28   | +59.748   | 9       | 5     |
| 12   | 55 | Régis Laconi             | Tecmas Grand Prix       | Honda        | 28   | +59.828   | 13      | 4     |
| 13   | 27 | Sebastián Porto          | PR2 Aprilia YPF-Esco    | Aprilia      | 28   | +1:16.258 | 23      | 3     |
| 14   | 48 | Marcus Payten            | Axo San Patrignano      | Honda        | 28   | +1:26.544 | 14      | 2     |
| 15   | 66 | Alessandro Antonello     | FGF Guidotti            | Aprilia      | 28   | +1:29.720 | 22      | 1     |
| 16   | 50 | Alan Watts               | Allect Racing           | Honda        | 27   | +1 giro   | 29      |       |

### Ritirati
| Nº | Pilota               | Squadra                | Motocicletta | Giri | Griglia |
| -- | -------------------- | ---------------------- | ------------ | ---- | ------- |
| 22 | Oliver Petrucciani   | Mohag Aprilia          | Aprilia      | 23   | 21      |
| 25 | Davide Bulega        | Team Italia            | Aprilia      | 22   | 10      |
| 9  | Yasumasa Hatakeyama  | F.C.C. T.S. Penguin    | Honda        | 18   | 20      |
| 14 | Eskil Suter          | Mohag Aprilia          | Aprilia      | 13   | 12      |
| 41 | Jamie Robinson       | Docshop Racing         | Aprilia      | 11   | 15      |
| 16 | Sete Gibernau        | Marlboro Yamaha Rainey | Yamaha       | 9    | 16      |
| 30 | José Luis Cardoso    | Sherry Repsol Aprilia  | Aprilia      | 8    | 19      |
| 28 | Cristophe Cogan      | Team AJP               | Honda        | 6    | 26      |
| 8  | Cristiano Migliorati | Axo San Patrignano     | Honda        | 5    | 17      |
| 47 | Craig Connell        |                        | Yamaha       | 3    | 27      |
| 23 | Christian Boudinot   | Promoto Sport          | Aprilia      | 2    | 28      |
| 96 | José Barresi         | Marlboro Venemotos     | Yamaha       | 1    | 30      |
| 15 | Gianluigi Scalvini   | Team Pileri            | Honda        | 0    | 24      |
| 20 | Luca Boscoscuro      | Scuderia AGV           | Aprilia      | 0    | 25      |

### Non partito
| Nº | Pilota         | Squadra    | Motocicletta |
| -- | -------------- | ---------- | ------------ |
| 29 | Osamu Miyazaki | Edo Racing | Aprilia      |

## Classe 125

### Arrivati al traguardo
| Pos. | Nº | Pilota            | Squadra                 | Motocicletta | Giri | Tempo     | Griglia | Punti |
| ---- | -- | ----------------- | ----------------------- | ------------ | ---- | --------- | ------- | ----- |
| 1    | 72 | Garry McCoy       | Scuderia Alfa Bieffe    | Aprilia      | 26   | 42:12.903 | 4       | 25    |
| 2    | 1  | Haruchika Aoki    | Rheos Molenaar Racing   | Honda        | 26   | +0.049    | 1       | 20    |
| 3    | 7  | Masaki Tokudome   | Ditter Plastic          | Aprilia      | 26   | +0.247    | 7       | 16    |
| 4    | 55 | Jorge Martínez    | Airtel-Aspar            | Aprilia      | 26   | +0.533    | 8       | 13    |
| 5    | 26 | Ivan Goi          | Cepsa Effeuno Matteoni  | Honda        | 26   | +9.741    | 16      | 11    |
| 6    | 13 | Lucio Cecchinello | Honda Team GP3          | Honda        | 26   | +10.037   | 6       | 10    |
| 7    | 14 | Yoshiaki Katō     | Yamaha Kurz             | Yamaha       | 26   | +11.987   | 18      | 9     |
| 8    | 12 | Noboru Ueda       | Docshop Racing          | Honda        | 26   | +18.127   | 11      | 8     |
| 9    | 8  | Tomomi Manako     | UGT Europa              | Honda        | 26   | +19.405   | 9       | 7     |
| 10   | 4  | Akira Saitō       | Docshop Racing          | Honda        | 26   | +22.643   | 14      | 6     |
| 11   | 5  | Dirk Raudies      | HB Team Raudies         | Honda        | 26   | +22.780   | 10      | 5     |
| 12   | 23 | Frédéric Petit    | Team RMS                | Honda        | 26   | +22.259   | 20      | 4     |
| 13   | 94 | Luigi Ancona      | Team Italia             | Aprilia      | 26   | +38.669   | 13      | 3     |
| 14   | 46 | Valentino Rossi   | Scuderia AGV            | Aprilia      | 26   | +51.772   | 12      | 2     |
| 15   | 11 | Herri Torrontegui | Axo San Patrignano      | Honda        | 26   | +56.713   | 21      | 1     |
| 16   | 69 | Mirko Giansanti   | Team Pileri             | Honda        | 26   | +1:01.819 | 22      |       |
| 17   | 27 | Gabriele Debbia   | Biesse Semprucci Debbia | Yamaha       | 26   | +1:06.325 | 19      |       |
| 18   | 47 | Andrew Duke       | Ditter Plastic          | Aprilia      | 25   | +1 giro   | 24      |       |
| 19   | 49 | Andrew Willy      | HT Racing               | Yamaha       | 25   | +1 giro   | 25      |       |
| 20   | 48 | Jason van Vliet   | Van Vliet Racing        | Honda        | 24   | +2 giri   | 26      |       |

### Ritirati
| Nº | Pilota           | Squadra                | Motocicletta | Giri | Griglia |
| -- | ---------------- | ---------------------- | ------------ | ---- | ------- |
| 2  | Kazuto Sakata    | Krona-Aprilia          | Aprilia      | 10   | 2       |
| 3  | Emilio Alzamora  | Cepsa Effeuno Matteoni | Honda        | 6    | 5       |
| 24 | Jaroslav Huleš   | Team Pileri            | Honda        | 5    | 15      |
| 6  | Stefano Perugini | Nastro Azzurro Aprilia | Aprilia      | 5    | 3       |
| 35 | Loek Bodelier    | Mobil 1-TNT-LB Racing  | Honda        | 5    | 17      |
| 15 | Manfred Geissler | Marlboro-Aprilia-Eckl  | Aprilia      | 3    | 23      |

### Non partiti
| Nº | Pilota       | Squadra               | Motocicletta |
| -- | ------------ | --------------------- | ------------ |
| 19 | Yōichi Ui    | Yamaha Kurz           | Yamaha       |
| 36 | Josep Sardá  | Mobil 1-TNT-LB Racing | Honda        |
| 50 | Ricky Porter |                       | Yamaha       |